# Manuel Battistini
Manuel Battistini (Borgo Maggiore, San Marino, 22 de julio de 1994) es un futbolista sanmarinense. Juega de centrocampista y su equipo es el AC Virtus del Campeonato Sanmarinense de fútbol.

## Selección nacional
Debutó con la selección de San Marino el 11 de octubre de 2013 ante Moldavia.

## Clubes
| Club             | País       | Año           |
| ---------------- | ---------- | ------------- |
| Tropical Coriano | Italia     | 2011-2013     |
| Cattolica Calcio | Italia     | 2013-2014     |
| Juvenes/Dogana   | San Marino | 2014-2017     |
| Tre Penne        | San Marino | 2017-2018     |
| AC Libertas      | San Marino | 2018-2019     |
| Tropical Coriano | Italia     | 2019-2020     |
| Juvenes/Dogana   | San Marino | 2020          |
| AC Virtus        | San Marino | 2020-2021     |
| Juvenes/Dogana   | San Marino | 2021          |
| AC Virtus        | San Marino | 2021-presente |

## Palmarés

### Títulos nacionales
| Título                  | Club      | País       | Año  |
| ----------------------- | --------- | ---------- | ---- |
| Supercopa de San Marino | Tre Penne | San Marino | 2018 |